# Samuel Sadaune
Samuel Sadaune (né à Paris le 3 septembre 1964) est un écrivain et vernien français, spécialiste du Moyen Âge.

## Biographie
Après un CAP de secrétariat en 1983, il travaille dans une entreprise de location de matériel de travaux public avant de reprendre des études en 1992 et d'obtenir un ESEU en 1993. Il rentre alors à l'Université Rennes 2 comme étudiant en lettres modernes. En 1995, il rencontre l'éditeur Henri Bancaud qui officie chez Ouest-France et entre à la Société Jules-Verne en 1998. Il passe sa thèse de doctorat intitulée L'hygiène dans l’œuvre de Jules Verne, en 2002.
En 2004, il entre au conseil d'administration de la Société Jules Verne et du Centre International Jules Verne, anime en 2005 l'une des salles de débat du Mondial Jules Verne, coorganise les Rencontres Jules Verne d'Amiens (2007 et 2009), rédige de nombreux articles sur Jules Verne dans le Bulletin de la Société Jules Verne ou dans la Revue Jules Verne parmi d'autres revues ou sur Diderot. Il prend la présidence en 2010 du Centre International Jules Verne qu'il quitte rapidement pour se consacrer à la littérature. 
Intervenant à la Faculté de Lorient dans le cadre d'un master sur les Métiers du livre, il y rencontre Marjolaine Pereira qui fonde peu après les éditions Millefeuilles. En 2010, elle l'engage pour publier une série d'ouvrages sur le Moyen Âge, destinée à la jeunesse. Ainsi, cinq volumes d'Aimeri, histoire d'un jeune garçon vivant sous le règne de Philippe le Bel, abandonné devant une abbaye où il est recueilli, paraissent en 2011.
En 2018, il crée les éditions Samsad, puis l'association Samsad. Il rédige des romans historiques et d'anticipation et travaille sur des événementiels, notamment une grande exposition prévue en 2022 à Saint-Brieuc : Odyssée Jules Verne.

## Œuvres
- Contes et Nouvelles de Jules Verne, Ouest-France, 2000
- Champagne-Ardenne, Ouest-France, 2000 (avec Didier Benaouda)
- Le Nord-Pas-de-Calais, Ouest-France, 2001 (avec Samuel Dhote)
- Midi-Pyrénées, Ouest-France, 2002 (avec Richard Nourry)
- Les 60 voyages extraordinaires de Jules Verne, Ouest-France, 2004
- Jules Verne, le Poète de la science, Le Timée, 2005 (avec Claude Lepagnez, Agnès Marcetteau-Paul, Alexandre Tarrieu, Claude Tillier et Philippe Valetoux)
- Inventions et découvertes dans le monde au Moyen Âge, Ouest-France, 2007
- Le Fantastique au Moyen Âge, Ouest-France, 2010
- Aimeri et le secret du temps, Tome 1, Millefeuilles, 2011
- Aimeri et la comtesse disparue, Tome 2, Millefeuilles, 2011
- Aimeri et le royaume caché, Tome 3, Millefeuilles, 2011
- Aimeri et la quête douloureuse, Tome 4, Millefeuilles, 2012
- Aimeri et les vestiges du passé, Tome 5, Millefeuilles, 2012
- Vingt mille lieues sous les mers, (coffret annoté), Ouest-France, 2012
- La Peur au Moyen Âge, Ouest-France, 2013
- L’Énigme du guet de Lille, Ouest-France, 2013
- L'ombre de Dieu : de silence et d'ombre, Mineur éd.-Airvey, 2013 (avec Jean-François Zimmermann)
- Jules Verne inconnu, Yffiniac, La Gidouille, 2015
- Le Complot dans l'ordre des Templiers, Adabam, 2015.
- La Tour des Rancunes, Samsad, 2018.
- A Suivre, Samsad, 2019.
- Jules Verne et la mer, avec Gwendal Lemercier (illustrations), Locus Solus, 2022.